# ويسلين جونيور
ويسلين جونيور فاوستينو دي ميلو (بالبرتغالية: Weslen Junior Faustino de Melo‏) المعروف باسم ويسلين جونيور (ولد في 12 نوفمبر 1999 في كولورادو، البرازيل) لاعب كرة قدم برازيلي يجيد اللعب في مركز المهاجم وبدرجة أقل الجناح الأيسر والأيمن. يلعب حاليا لصالح المنامة البحريني منذ 2023.